# Palmýra
Palmýra (arabsky: تدمر, Tadmor, Aramejsky: Tedmurtá) je město a pozůstatky antického semitského města v Sýrii, 215 km severovýchodně od hlavního města Damašku. V současné době administrativně spadá do guvernorátu Homs. První archeologické nálezy se datují do období mladší doby kamenné a první zmínky o něm pocházejí z počátku druhého tisíciletí před naším letopočtem. Palmýra změnila při různých příležitostech mnohokrát vlastníka. Nakonec se ale v 1. století našeho letopočtu stala součástí Římské říše.
Město hojně prosperovalo z obchodních karavan a obyvatelé Palmýry byli proslulými obchodníky, kteří dokonce zakládali kolonie podél Hedvábné stezky. Bohatství města umožnilo výstavbu takových architektonických památek jako jsou Velká kolonáda, Belův chrám, či charakteristické pohřební věže. Palmýřané byli směsicí Amoritů, Aramejců a Arabů. Co se sociální stratifikace týče, ta fungovala na kmenové bázi. Obyvatelé města používali tzv. palmýrštinu, jeden ze západních dialektů aramejštiny. V oblasti obchodu a diplomacie byla užívána řečtina. Kultura města byla hojně ovlivněna kulturou řecko-římskou, a tím vznikla typická architektura, spojující jak východní, tak západní tradice. Obyvatelstvo uctívalo místní (kanaánská), mezopotámská a arabská božstva.
Ve 3. století dosáhl věhlas města vrcholu, a to především v šedesátých letech, kdy palmýrský král Odaenathus porazil perského velekrále Šápúra I. Po tom, co byl král Odaenathus zavražděn svoji manželkou, královnou Zenobií, vypukla v zemi vzpoura proti Římské říši a bylo vyhlášeno Palmýrské císařství. Povstání však bylo potlačeno a roku 273 nechal římský císař Aurelianus město srovnat se zemí. Obnoveno bylo až císařem Diokleciánem. Palmýrské obyvatelstvo konvertovalo během 4. století ke křesťanství a v druhé polovině prvního tisíciletí k islámu. Poté byla řečtina a palmýrština nahrazena arabštinou.
Před rokem 273 našeho letopočtu město bylo připojeno k římské provincii Sýrie, přesto požívalo nějakou míru nezávislosti. Postavení Palmýry v říši by se po první dvě staletí n. l. dalo přirovnat k postavení řeckých států. V průběhu třetího století se Palmýra stala římskou kolonií, což vedlo k postupnému začleňování římských úřadů do města, před tím, než se stalo monarchií v roce 260. Od roku 273, kdy bylo město zničeno, nedosáhlo už nikdy své dřívější slávy a nadále už sloužilo jen jako lokální centrum jak za vlády Byzantské říše, tak dalších států. Po vyplenění vojenskými oddíly Tímúrovské říše roku 1400 se Palmýra "smrskla" na malou vesnici. Pod Francouzským mandátem byli obyvatelé města přesunuti roku 1932 do nově vznikající vesnice Tadmor a starověká Palmýra byla zpřístupněna výzkumu.
V roce 2015 byla Palmýra v rukou Islámského státu (Daiš), který poničil spoustu antických památek. 27. března roku 2016 bylo město obsazeno Syrskou armádou, koncem roku se však o něj vedly další boje. 11. prosince 2016 město znovu dobyl Islámský stát (Daiš), začátkem března 2017 jej opět získaly pod kontrolu syrské vládní síly.
Ve starověku bylo město důležitou zastávkou v poušti pro karavany mířící od Eufratu na středomořské pobřeží. Na místě zaniklého města vzniklo rozsáhlé archeologické naleziště. Současné město Palmýra, nacházející se vedle ruin, sloužilo hlavně jako turistické východisko pro návštěvu nalezišť. Palmýra je zapsána na seznamu světového dědictví UNESCO.

## Název
První doložený název města, pocházející z druhého tisíciletí před naším letopočtem zní Tadmor. Toto jméno patrně pochází ze semitských jazyků, pravděpodobně mohlo odkazovat na datlovníky (datle – tamar), kterých se v oblasti nachází nespočet. V češtině je tedy Palmýra známá také jako město palem.
Jméno Palmýra se objevovalo v průběhu počátku prvního století našeho letopočtu v pracích římského filosofa Plinia staršího. Jedná se nyní již o řecké slovo. Ohledně původu slova Palmýra v současnosti lingvisté zastávají dva názory. Jedni tvrdí, že slovo Palmýra je modifikací slova Tadmor. Dle této teorie Římané nejdříve změnili název města z Tadmor na Talmura a později na Palmura (podle slova palma; v latině i češtině stejné). Později se jméno vyvinulo až do své nynější podoby: Palmýra. Jiní filologové říkají, že Palmýra je prostě řecký překlad semitského jména Tadmor (Datlovník pravý se řadí mezi palmy).
Lingvista Michael Patrick O'Connor přišel též s teorií, podle které pochází oba názvy z Churritštiny, mrtvého jazyka užívaného etnikem Churritů v oblasti Mezopotámie. Jako důkaz dále uvádí nevysvětlené modifikace kořenů slov. Podle jeho teorie "Tadmor" pochází z churritského slova tad (milovat) s přidanou klasickou churritskou příponou mar. Podobně prý vzniklo i slovo "Palmýra". Slovo pal znamená milovat a opět přípona mar.

## Geografie

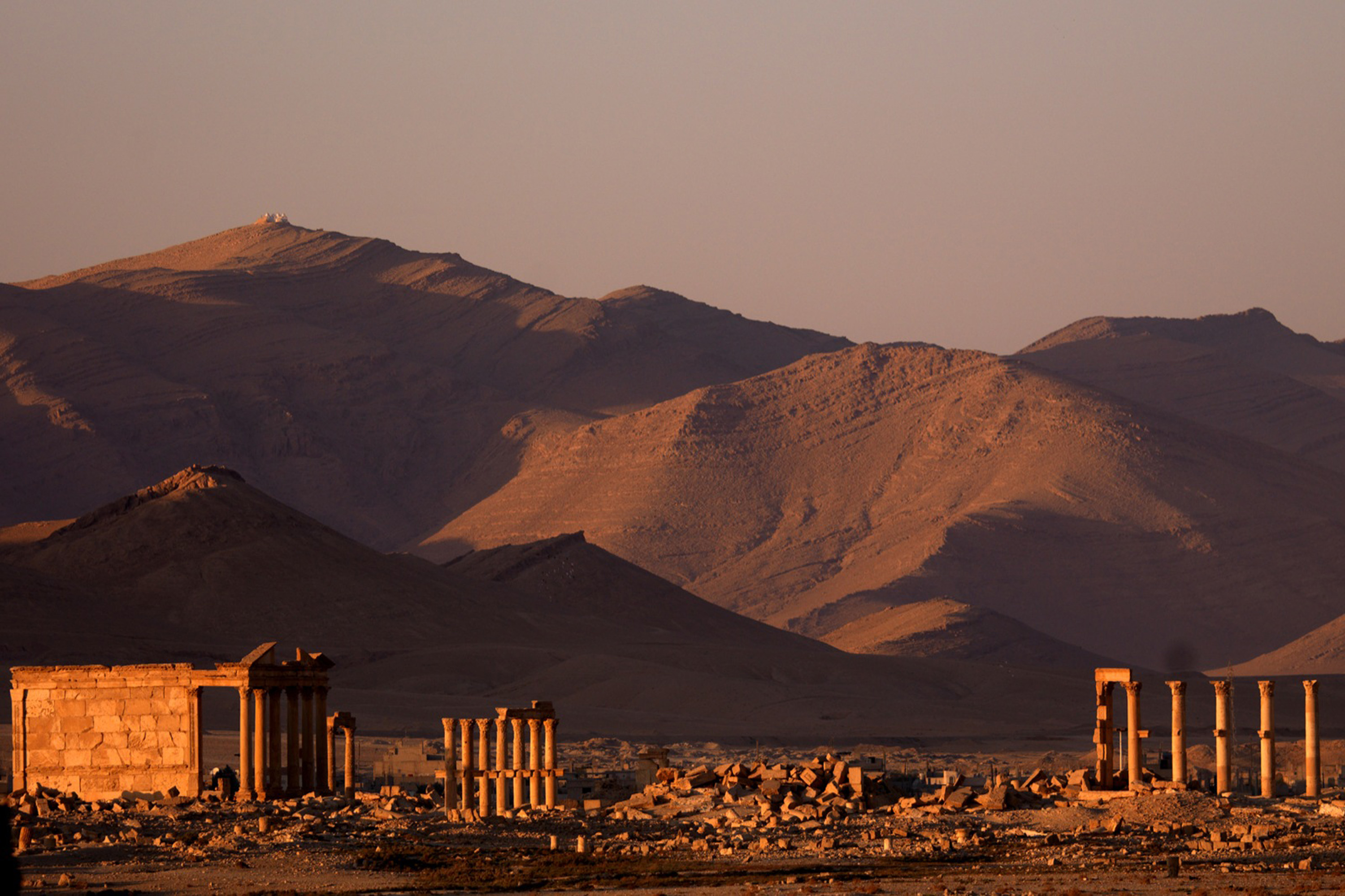
Severní horský pás

Palmýra se nachází 215 km severovýchodně od syrského hlavního města Damašku v pouštní oáze obklopené palmami (až 20 druhů). Město leží mezi dvěma horskými masívy; Severní a Jižní palmýrský pás. Na jihu a východě je Palmýra vystavena poušti. Městem také prochází vyschlé říční koryto (vádí) Kubur. Jižně od vádí pramení potůček Efqa. Plinius starší popsal v 70. letech 1. století našeho letopočtu město jako významnou pouštní metropoli, hojně vydělávající na těžbě soli a s mnoha potůčky a prameny, důležitými pro zemědělství.

### Rozložení

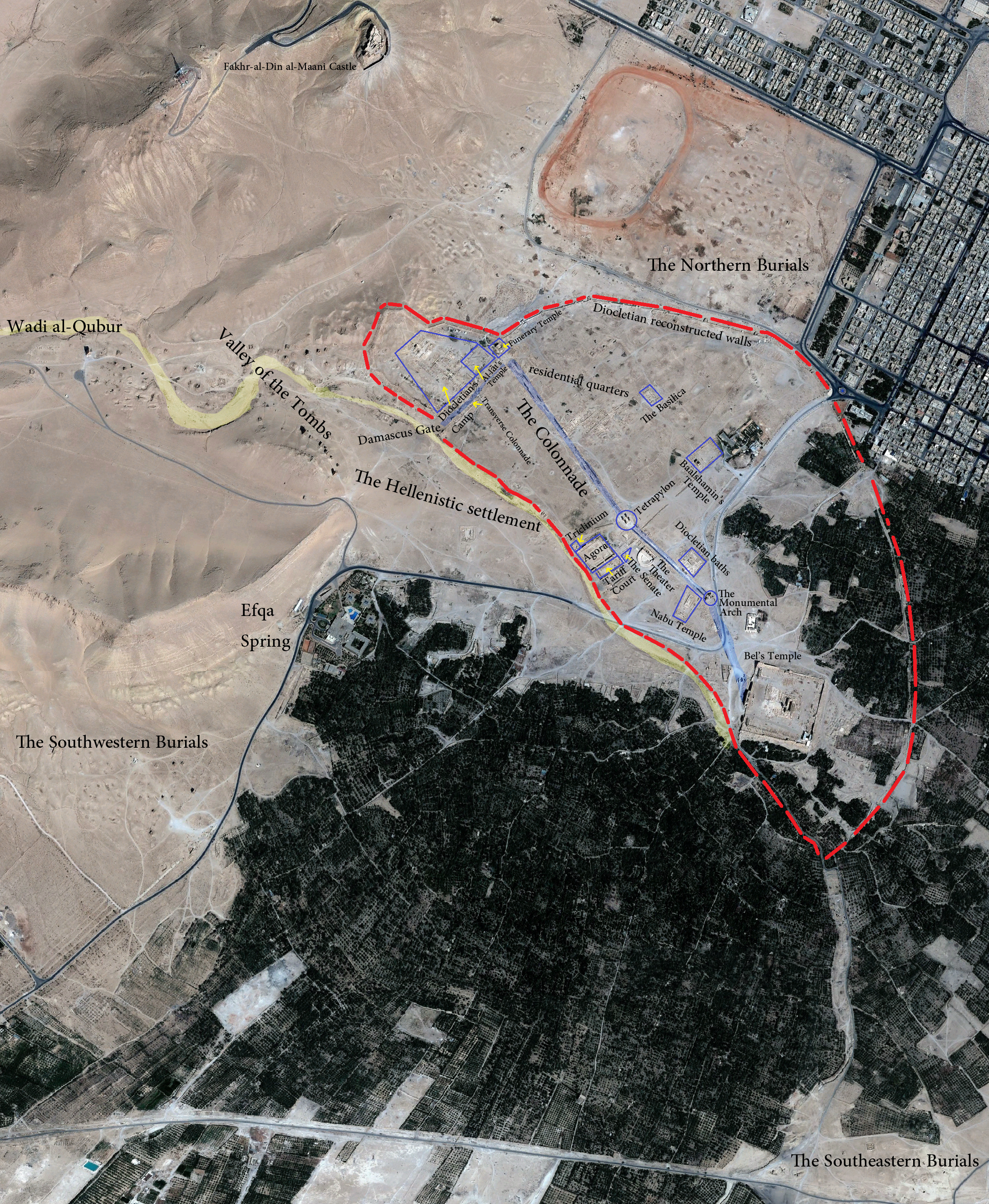
Rozložení města

Palmýra začala jako malé městečko v blízkosti potoka Efqa poblíž jižního břehu vádí Al-Kubur. Během prvního století se tato helénská osada začala rozšiřovat severně od břehů vádí. I přesto, že městské hradby původně obepínaly celou rozsáhlou oblast města, nové zdi, postavené za vlády císaře Diokleciána, už chránily jen severní část.
Většina městských památek se nachází v severní části. Mezi jinými například Belův chrám, ležící na telu, jenž býval místem, na kterém stával dřívější antický chrám. Vykopávky však podporují teorii, že tel se původně nacházel na jižním břehu, vádí bylo později odkloněno směrem na jih, aby bylo možno (ke konci prvního a začátkem druhého století) chrám zahrnout do severní urbanizované části.
Na severu se nachází též památka známá jako Velká kolonáda. Jedná se o 1100 metrů dlouhou hlavní ulici, která se táhla od Belova chrámu na východě až po pohřební chrám (č. 86) v západní části města. Ve východní části kolonády se nacházel Vítězný oblouk a uprostřed stojí Tetrapylon.
Nalevo od kolonády leží Diokleciánovy lázně postavené na zbytcích předchozí stavby, pravděpodobně královského paláce. Nedaleko ležel Baal-Šaminův chrám, obytná zóna a Byzantské kostely (jeden z nich je starý přes 1500 let a jedná se o největší kostel v Palmýře a 4. největší v Sýrii). Výška pilířů v kostele se odhaduje na 6 metrů a základna měří 12×24 metrů. Na nádvoří byl dokonce objeven malý amfiteátr.
Na jižní straně stojí chrám babylonského boha Nabu a římské divadlo. Za divadlem se nacházela malá budova senátu a velká Agora s pozůstatky Triclinia a soudu. Kousek od západního konce kolonády se nachází Diokleciánův tábor, postavený římským guvernérem v Sýrii Sosianem Hieroclem. Blízko stojí Damašská brána a Al-Látův chrám.

## Obyvatelé, jazyk a společnost
Na vrcholu své moci, v období vlády královny Zenobie, měla Palmýra až 200 tisíc obyvatel. Prvními doloženými obyvateli města byli Amorité, semitský národ, který území obýval na počátku 2. tisíciletí před n. l. a ke konci tisíciletí se zde usídlili Aramejci. První zmínky o arabských obyvatelích Palmýry, kteří se sem dostali ke konci 1. tisíciletí před n. l., se týkají vojenské výpravy palmýrského Šejka Zabdibela. Ten vyslal své vojsko na pomoc seleukskému králi Antiochovi III. Velikému (bitva u Rafie 217 př. n. l.). Nově příchozí Arabové se postupně smísili s původními obyvateli města, začali používat palmýrštinu jako svůj mateřský jazyk a stali se významnou částí zdejší aristokracie. Ve městě žila také židovská komunita. Nápisy v palmýrštině z nekropole Bejt Še'arim v Dolní Galileji potvrzují pohřbívání palmýrských židů.
Až do posledních let 3. st. n. l. používali obyvatelé města dialekt aramejštiny a palmýrskou abecedu. Latina se používala zřídka, zato v bohatších vrstvách obyvatelstva byla oblíbená řečtina, která se užívala v oblastech obchodu a politiky. V období nadvlády Byzance se dokonce stala hlavním jazykem. Po dobytí města Araby nahradila řečtinu arabština. Ze smíšení jazyků se později vyvinula palmýrština.
Obyvatelé Palmýry byli velkou směsicí nejrůznějších etnik. Byla doložena jména hlavně arabských, aramejských a amoritských klanů. Palmýra byla kmenovou komunitou, ale kvůli nedostatku důkazů není přesné porozumění systému možné. Celkem bylo zdokumentováno 30 klanů, z nichž 5 bylo označeno za kmen obsahující několik podkmenů. Za časů císaře Nerona byly v Palmýře kmeny čtyři, každý z nich obýval jednu z částí města. Tři z kmenů se nazývaly: Komare, Mattabol, Ma'zin. Jméno čtvrtého kmene není zcela jisté, pravděpodobně však šlo o kmen zvaný Mita. Časem se však klany stávaly čím dál tím více občanskou záležitostí a začaly ztrácet svoji identitu a význam. Během 3. st. pak zcela vymizely. Během éry Umajjovců bylo město obydleno hlavně kmenem Kalb. Benjamín z Tudely, španělský židovský cestovatel si během své návštěvy Palmýry ve 12. století zaznamenal, že ve městě žilo asi 2000 židů. Význam Palmýry poklesl po roce 1400, kdy byla zničena Tímúrovskou říší. Ve 20. století se již jednalo o vesnici s 6000 obyvateli. Ačkoliv bylo okolí města obklopeno Beduíny, Palmýrští si uchovali svůj dialekt. Palmýra si zachovala tradiční styl života až do roku 1932, kdy byli obyvatelé vesnice přemístěni do nově vznikajícího města Tadmor.

## Historie

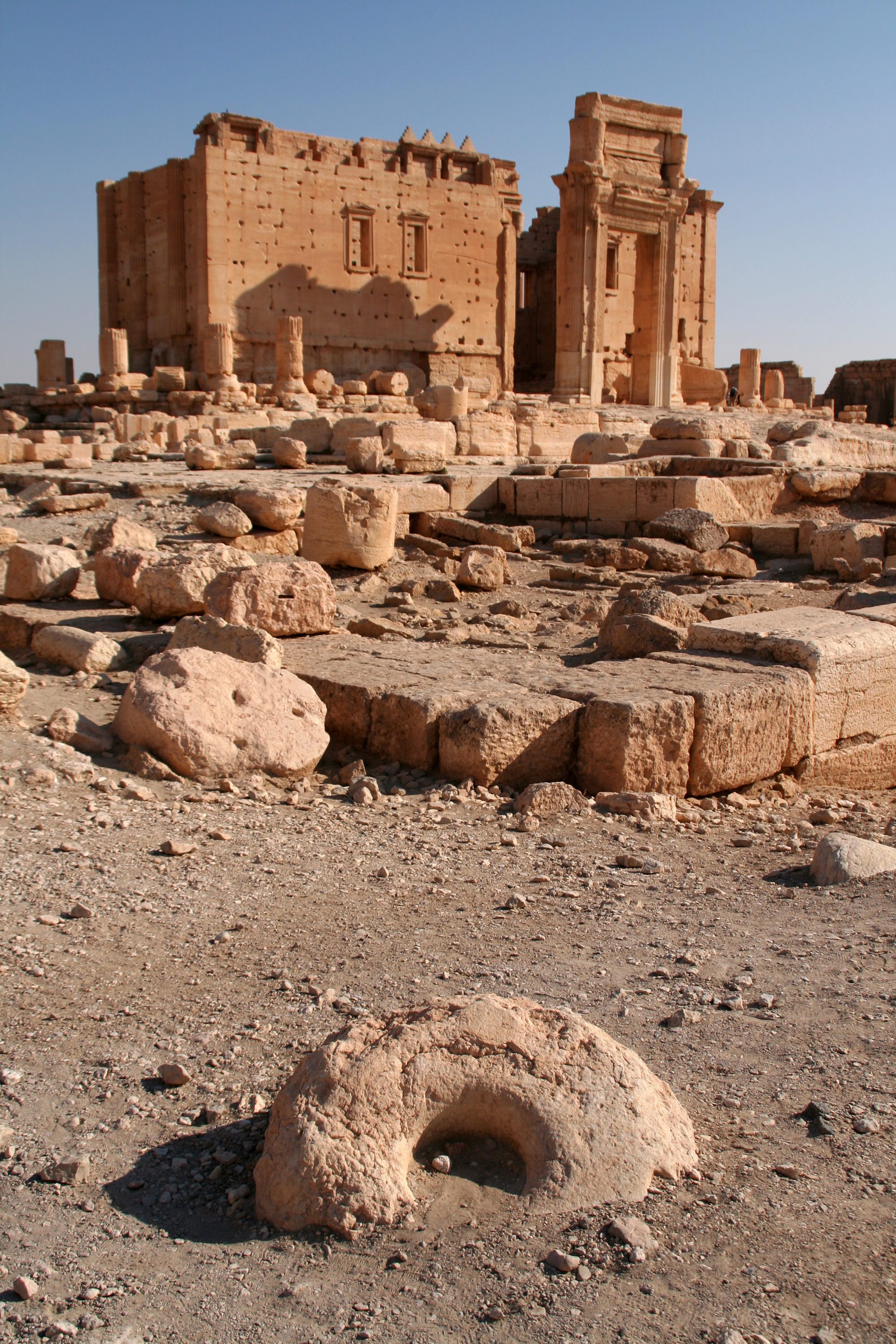
Bélův chrám

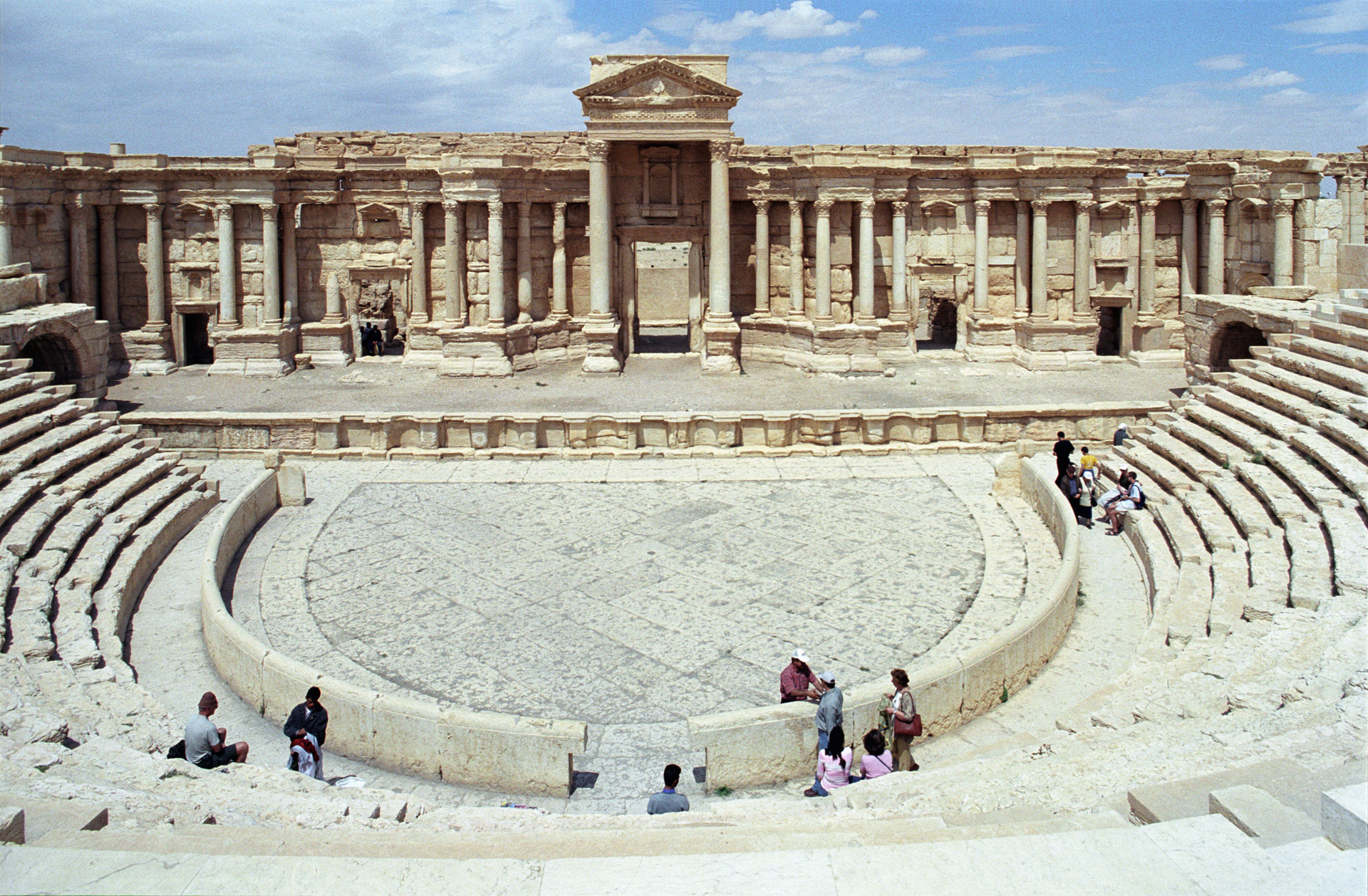
Divadlo

První zpráva o Palmýře se objevila ve 2. tisíciletí př. n. l. v archivu Mari. Podle asyrských textů sahají důkazy o osídlení nejméně do roku 1800 př. n. l., kdy bylo první město založeno kmeny arabských kočovníků. Podle hebrejské bible však byl Tadmur postaven až králem Šalamounem. O nejstarší historii města nejsou prakticky žádné zprávy, asyrští králové sem nejspíše posílali do exilu své odpůrce. Z dalšího tisíciletí nejsou o Palmýře žádné dochované texty.
Seleukovci se o město nezajímali a to tak získalo nezávislost. Od té doby bylo město důležitou zastávkou pro karavany cestující mezi Středomořím a oblastí Blízkého východu. V roce 41 př. n. l. se město stalo dostatečně bohatým na to, aby přilákalo Římany a Marcus Antonius se pokusil město vyloupit. To se nepodařilo, obyvatelé byli včas varováni a i se svými cennostmi stačili uprchnout přes Eufrat.
Mezi roky 17 a 19 našeho letopočtu byla Palmýra plně obsazena Římany pod vedením Tiberia. Později jeho nástupce Caligula začlenil město do římské provincie. Význam města stále rostl, hlavně díky obchodní cestě spojující Persii, Indii, Čínu a Římskou říši. Roku 129 navštívil město Hadrianus, prohlásil ho za svobodné a přejmenoval na Hadriana Palmyra.
Vzestup Sásánovců (perská královská dynastie) znamenal další problémy pro Řím. Ardašír vyhnal Římany roku 230 n. l. z Mezopotámie, jeho nástupce Šápúr v bitvě u Edessy porazil a zajal římského císaře Valeriana.
V té době byl vládcem Palmýry Septimius Odaenathus. K moci se dostal díky svým vojenským úspěchům. Podporou Říma získal mnoho titulů od vděčných římských císařů. V roce 262 napadl a porazil Peršany, tím pro Řím ovládl Sýrii a byl oslavován jako zachránce říše. Dalším útokem zatlačil Peršany zpět za Tigrid a prohlásil se římským císařem. Při návratu z tažení byl zavražděn v Emese.
Vlády se chopila Odaenathova manželka Zenobia, která přijala titul Augusta. Zatímco Řím měl potíže na jiných frontách a nevěnoval Palmýře pozornost, Zenobia převzala kontrolu nad několika městy ve střední Sýrii. Poté, co se otevřeně vzbouřila Římu, napadla i Egypt. Římský císař Aurelianus získal rychle zpět Zenobií dobytá území. Poté vytáhl proti Palmýře, kterou na jaře roku 272 obsadil. Zenobia se pokusila zachránit útěkem k Eufratu, kde byla zajata. Aurelianus byl nejdříve k obyvatelům města mírný, ale po druhém povstání byla Palmýra zničena.
Za vlády císaře Diokleciána se Palmýra částečně obnovila. Dioklecián ve městě založil vojenský tábor. Ve 4. století se dostalo do Palmýry křesťanství.

## Památky
Je zde velmi patrný vliv Řecka a Říma.
Objevení ruin v 18. stol. mělo vliv na klasicistní architekturu Evropy.

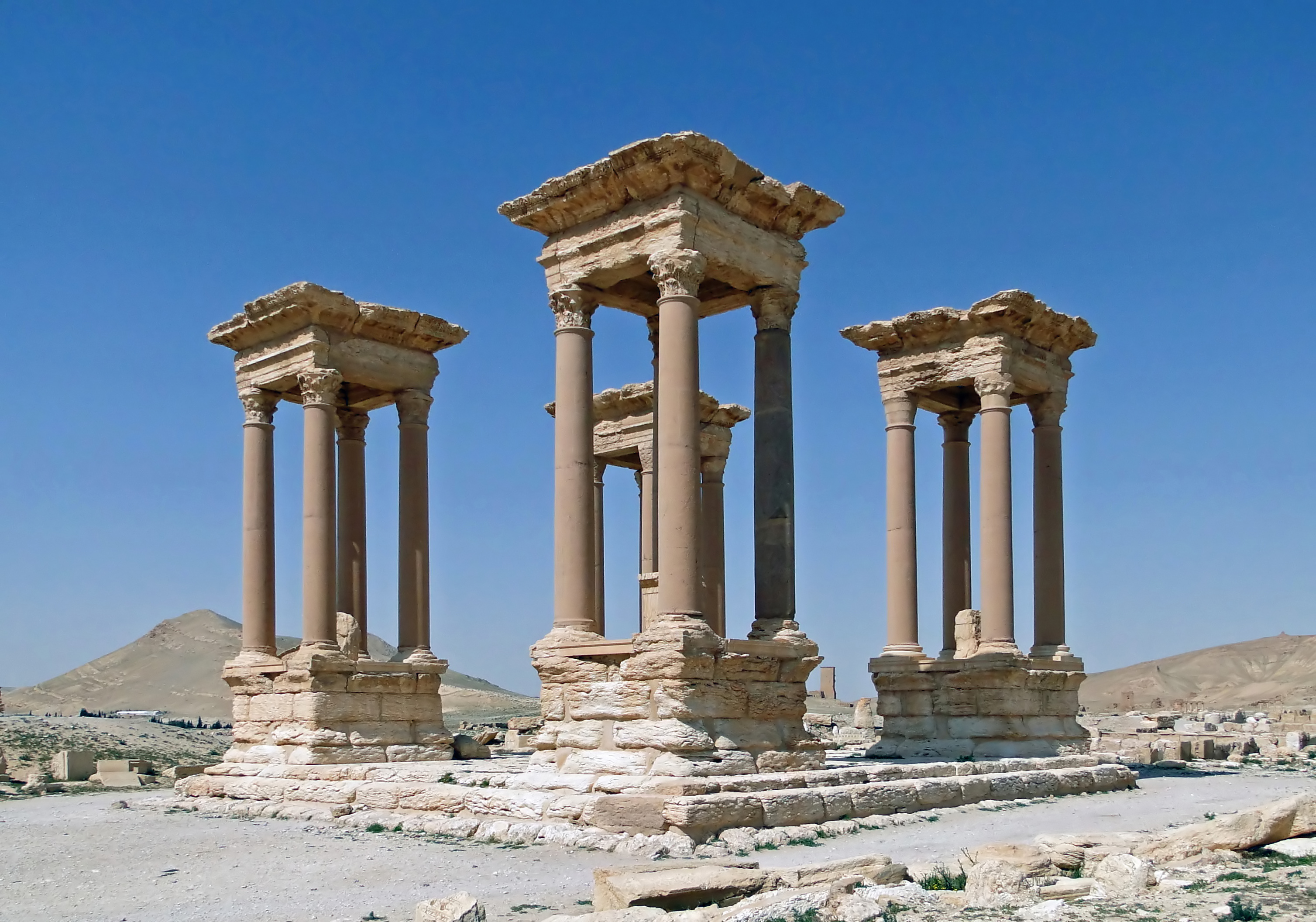
Tetrapylon

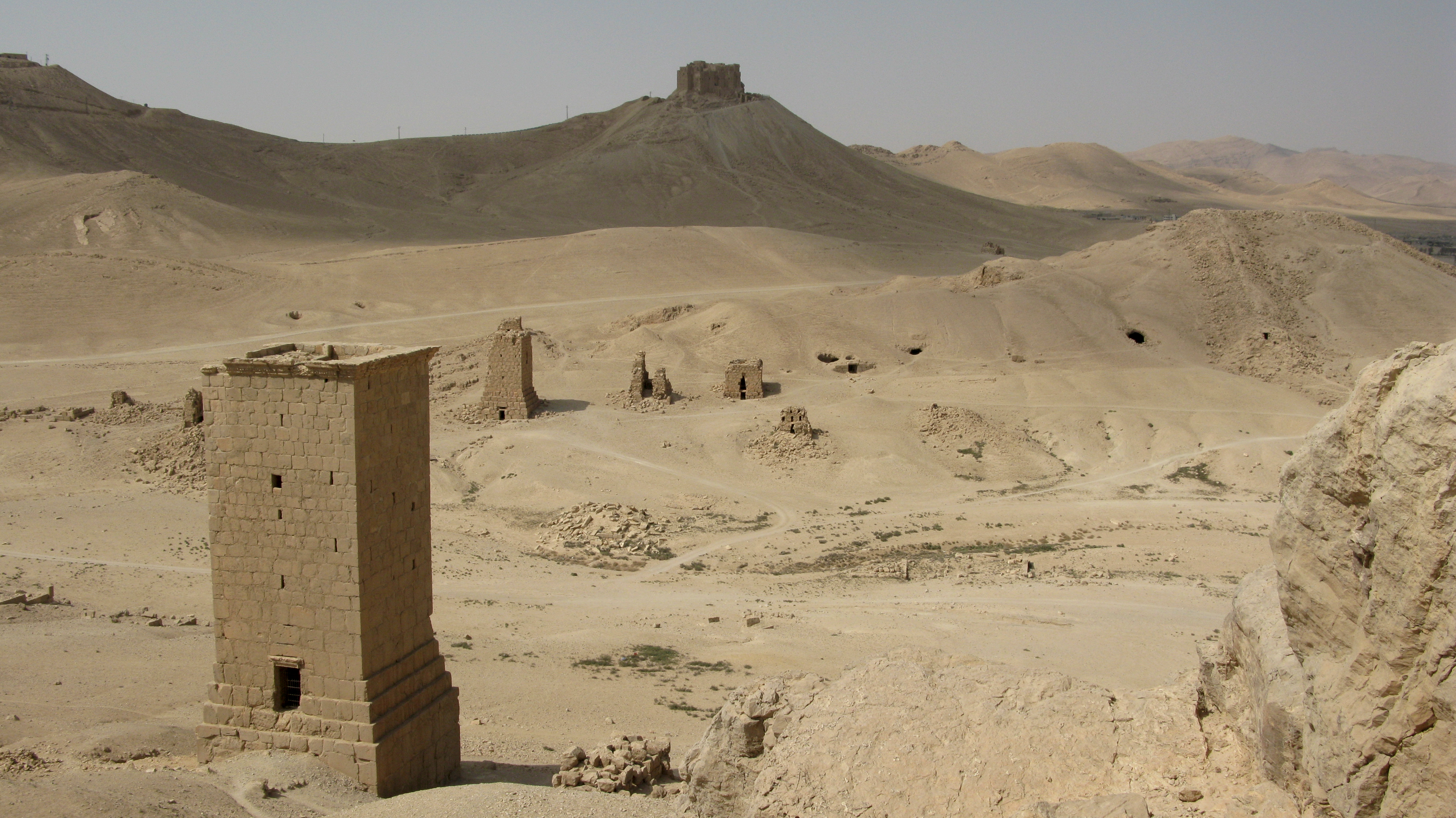
Pohřební věž Elahbel

### Pohřebiště
Pohřební věž Elahbel.

### Pamětihodnosti

#### Veřejné stavby
Senát: Budova senátu těžce poškozena. Jedná se o malou budovu složenou z peristylu (nádvoří) a zasedací místnosti. Ta je zakončena apsidou, v níž jsou dokola uspořádány řady křesel.
Diokleciánovy lázně: Většina lázní byla zničena a zbytky se nenachází nad úrovní základů. Vstup do komplexu označují čtyři masivní egyptské žulové sloupy. Každý z nich má v průměru 1,3 metru, jsou 12,5 m vysoké a váží 20 tun. Vnitřek bazénu lemovaného kolonádou korintských sloupů je až na osmiúhelníkovou místnost, jež sloužila jako šatna, stále viditelný.
Agora: Palmýrská agora je součástí rozsáhlého komplexu vybudovaného ve 12. st. př. n. l., sestávajícího dále z triclinia a soudu. Agora je mohutná stavba s jedenácti vchody měřící 71×84 metrů. Uvnitř agory bylo nalezeno 200 podstavců, na kterých stály sochy významných občanů města. Nápisy na podstavcích dávají tušit jakým způsobem byly sochy v místnosti rozmístěny. Na východní straně se nacházela místa pro senátory, na severu stály sochy významných úředníků, západ náležel vojákům a na jihu stály sochy vůdců karavan.
Soud: Soud je rozsáhlá obdélníková ohrada jižně od agory, se kterou sdílí svoji severní stěnu. Původně byl vchodem do budovy velký vestibul v jihozápadní stěně. Vchod byl však později zablokován kvůli výstavbě obranných zdí a od té doby se do budovy vstupuje třemi vchody z agory.
Triclinium
Divadlo: Nachází se uprostřed kolonády. Stavba pochází z 1. poloviny 2. století n. l. Jeviště je 48 m široké a 10 m hluboké, dnes má devět řad sedadel.

#### Chrámy
Belův chrám: Jedna z nejvýraznějších staveb. Byla zasvěcena nejvyššímu z palmýrských bohů, bohu Belovi. Chrám se skládal z velkého nádvoří a Celly. Nádvoří měří 210x205 m a je obehnáno vysokými zdmi. Calla je obdélníková stavba postavená na počátku 1. století n. l. na pódiu uprostřed nádvoří. Vchod na chrámové nádvoří vede přes propylaeum s mohutnou bránou (35 m širokou) a monumentálním schodištěm. Byl zničen výbušninami, které zde odpálili členové teroristického tzv. Islámského státu 24. srpna 2015.
Baal-Šaminův chrám: Dalším z významných bohů byl Baal, Pán nebes, nejvyšší bůh počasí a patron zemědělců a pastevců. Jeho chrám byl postaven kolem roku 131 n. l. v severní části města. V pátém století byl přestavěn na křesťanský kostel. V roce 2015 byl zničen příslušníky tzv. Islámského státu.
Chrám boha Nabu: Z většiny chrámu zbyly dnes již jen ruiny.
Al-Látův chrám: Z velké části už jen ruiny. Dnes zbývá už jen rám dveří, několik sloupů a pódium. Uvnitř se nachází velký reliéf lva
Baal-Hamonův chrám

#### Ostatní stavby
Velká kolonáda: Prostředkem města ze severozápadu na jihovýchod vedla kolonáda. Jednalo se o hlavní ulici Palmýry. Byla dlouhá 1190 m a 22 m široká. Začala vznikat ve 2. stol. n. l. Za královny Zenobie byla dostavěna druhá polovina kolonády a celá stavba dostala nynější podobu.
Tetrapylon: Dochovaný sloup je pouze jediný, ostatní kopie. Uvnitř každé stavby bývala socha.
Pohřební chrám číslo 86:

### Vítězný oblouk
V roce 2015 byl zničen příslušníky tzv. Islámského státu.

### Údolí hrobů
Rozsáhlé pohřebiště u městských hradeb. Hroby v podobě věží nebo domů. Nejstarší jsou pohřební věže z pískovce o třech nebo čtyřech patrech a s podzemními komorami. Většinou jen pro nejbohatší rodiny, např.: věž Elahbel.
Byly vyzdobeny štuky a basreliéfy. Reliéfy představují duši nebo osobnost pohřbené osoby. Věrně vyobrazují podobu zesnulých. Objeveno mnoho soch, které zachycují strnulé postavy, většinou zepředu. Hrobky bohatších rodin také obsahují různé předměty, např.: vázy, šperky, mince. Dnes vystaveny v místním muzeu nebo sbírkách antického umění v Louvru a Damašku.